# Calyptranthes spicata
Calyptranthes spicata är en myrtenväxtart som beskrevs av Gerda Jane Hillegonda Amshoff. Calyptranthes spicata ingår i släktet Calyptranthes och familjen myrtenväxter. Inga underarter finns listade i Catalogue of Life.